# Southlake
Southlake is een plaats (city) in de Amerikaanse staat Texas, en valt bestuurlijk gezien onder Denton County en Tarrant County.

## Demografie
Bij de volkstelling in 2000 werd het aantal inwoners vastgesteld op 21.519.
In 2006 is het aantal inwoners door het United States Census Bureau geschat op 25.748, een stijging van 4229 (19.7%).

## Geografie
Volgens het United States Census Bureau beslaat de plaats een oppervlakte van
58,1 km², waarvan 56,7 km² land en 1,4 km² water.

## Plaatsen in de nabije omgeving
De onderstaande figuur toont nabijgelegen plaatsen in een straal van 12 km rond Southlake.

## Geboren
- Jack LeVant (1999), zwemmer